# Нижнеднепровский район
Нижнеднепровский район (укр. Нижньодніпровський район; до 2024 года — Амур-Нижнеднепровский район) — административный район города Днепра (Украина). Расположен на севере города, на левом берегу Днепра. Район граничит с Индустриальным и Самарским районами, а также Днепровским районом Днепропетровской области и посёлком Обуховка. С юга район ограничен рекой Днепр. Территория района включает ряд островов на реке Днепр: Обуховский, Горелый, Девичий, Свинячий, Мировой, Махновский, Шляхетный. Через остров Намистянка проложен Кайдакский мост. На территории района расположены многочисленные озёра: Шпаковое, Карпенковое, Чередницкое, Куриное, Касьянка и другие.
В состав района входят жилые массивы Солнечный, Мануйловский, Ломовский, Каменский, Левобережный-1 (другое название — Березинский), Левобережный-2, посёлки Кирилловка, Боржом, Султановка, Сахалин, Березановка, Ломовка, а также Амур и Нижнеднепровск.
Адрес районного совета: 49023, г. Днепр, пр. Мануйловский, 31.

## История
В дореволюционное время сёла и посёлки, которые располагались на территории района, относились к Новомосковскому уезду Екатеринославской губернии. Первым поселением на Левобережье была слобода Камянка (район 20 горбольницы), известная с 1596 года.
В 1757 году возникло село Березановка, которое основал запорожский казак Березан. До 1786 года сёла Березановка, Каменка и Мануиловка входили в Самарскую паланку земли Войска Запорожского.
Селение Амур возникло в 1875 году как рабочий посёлок при металлургических заводах.
При станции Нижнеднепровск в 1895—1897 годах были построены вагонные мастерские (ныне — вагоноремонтный завод), телеграфные мастерские (завод «Светофор»), машиностроительный завод «Сириус» (завод прокатных валков), Мангеля («Днепротяжбуммаш»), опытно-экспериментальный завод «Шодуар», заводы «Ланге» и «Бехтольд» (ныне — завод Коминмет).
В 1899 году на Амуре было построено второе предприятие Бельгийского акционерного общества русских трубопрокатных заводов.
Первое заседание президиума совета Амур-Нижнеднепровска состоялось 25 января 1918 года. Эту дату считают днём основания Амур-Нижнеднепровского района. Первым председателем совета рабочих и солдатских депутатов был избран рабочий завода «Шодуар» А. Савельев.
Заднепровье, как назывались в то время левобережные посёлки, вошли в состав Екатеринослава только к 1925 году.
В 1969 году границы Амур-Нижнеднепровского района изменились в связи с образованием Индустриального района.
29 июля 2024 года, решением Днепропетровской областной военной администрации, район был переименован в Нижнеднепровский

## Население

### Языковой состав
Родной язык населения по данным переписи 2001 года:
| Язык       | Численность, чел. | Доля     |
| ---------- | ----------------- | -------- |
| Украинский | 84 283            | 52,64 %  |
| Русский    | 74 570            | 46,57 %  |
| Другое     | 1 270             | 0,79 %   |
| Итого      | 160 123           | 100,00 % |

## Достопримечательности района
- Свято-Трёхсвятительская церковь по Юридической улице, построенная в 1902 г.
- Свято-Покровский храм в Ломовке
- Свято-Ильинский храм в Березановке
- Дом культуры завода «Коминмет»
- Набережная на ж/м Солнечный
- Ломовский лесопарк
- Памятник авиаторам 176-й воздушной армии (самолёт МиГ-19)
- Памятник подпольщикам
- ТЦ «Вавилон»
- Аэродром «Каменка»

## Промышленность
- завод «Коминмет»
- завод прокатных валков
- вагоноремонтный завод
- стрелочный завод
- завод «Днепротяжбуммаш»
- грузовой речной порт

## Основные улицы
Улицы Передовая, Калиновая, Отечественная, Янтарная, Малиновского, Каруны, Донецкое шоссе, Мануйловский проспект, Слобожанский проспект.
С правобережной частью Днепра район связывают мосты Центральный (Новый), Старый (Амурский) и Кайдакский.

## Транспорт
Трамвай: маршруты № 6, 9, 19 со Старомостовой площади. № 18 с ДЭВЗа
Троллейбусы № 3, 15 (со Старомостовой площади), № 7, 14, 17, 20 (из центра).
Автобусы и маршрутки связывают район с остальными частям города.
Электропоезда до станции Нижнеднепровск.

## Известные уроженцы
Соколов Ананий Петрович — полный кавалер ордена Славы, разведчик 41-й отдельной гвардейской разведывательной роты 39-й гв. сд. Родился в п. Амур-Чернозём.